# Милан — Дар
„Милан — Дар” је југословенски ТВ филм из 1987. године. Режирао га је Здравко Шотра а сценарио је написао Вељко Радовић.

## Улоге
| Глумац                | Улога                              |
| --------------------- | ---------------------------------- |
| Данило Бата Стојковић | Милан Савић, лекар                 |
| Петар Краљ            | Симо Матавуљ, писац                |
| Ирфан Менсур          | Јован Цвијић, научник              |
| Стојан Дечермић       | Лаза Костић, песник                |
| Мира Бањац            | Госпођа Лепосава Шајкашки, удовица |
| Бранимир Брстина      | Никола Димовић                     |
| Вера Чукић            | Госпођа Љубица Димовић, удовица    |
| Драгомир Чумић        | Лаза Бечејац, ујак Зорин           |
| Богољуб Динић         | Агент                              |

Остале улоге ▼
| Глумац                   | Улога                          |
| ------------------------ | ------------------------------ |
| Горјана Јањић            | Служавка                       |
| Оливера Јежина           | Госпођица Абијах, сликарка     |
| Милутин Мима Караџић     | Симо Зељић, носач              |
| Слободан Моца Момчиловић | Песник                         |
| Татјана Пујин            | Госпођица Зора Шајкашки, ћерка |
| Миливоје Мића Томић      | Ћопа кафеџија                  |
| Гала Виденовић           | Дамјана, служавка              |
| Душица Жегарац           | Јулка Савић, супруга           |